# Under Construction
Under Construction je čtvrté studiové album americké raperky Missy Elliott vydané labelem Goldmind/Elektra 12. listopadu 2002 ve Spojených státech amerických. V první řadě ho produkoval Timbaland s dodatečnou produkcí Craiga Brockmana, Nisan Stewart, Errol "Poppi" McCalla a Missy Elliott. Under Construction se umístilo na 3. místě Billboard Hot 200 Albums Chart v USA, kde se ho prodalo více než 2,1 milionů kopií a stalo se jejím doposud nejprodávanějším albem. V roce 2003 dostalo album Under Construction nominace na Grammy v kategoriích Nejlepší rapové album a Album roku.
V roce 2003 vydali nejbližší přátelé Missy Elliott, Timbaland a Magoo pokračování alba s názvem Under Construction, Part II.

## Seznam skladeb
1. "Intro/Go to the Floor"
  - Performed by Missy Elliott
2. "Bring the Pain"
  - Performed by Missy Elliott (featuring Method Man)
3. "Gossip Folks"
  - Performed by Missy Elliott (featuring Ludacris)
4. "Work It"
  - Performed by Missy Elliott
5. "Back in the Day"
  - Performed by Missy Elliott(featuring Jay-Z)
6. "Funky Fresh Dressed"
  - Performed by Missy Elliott (featuring Ms. Jade)
7. "Pussycat"
  - Performed by Missy Elliott
8. "Nothing Out There for Me"
  - Performed by Missy Elliott(featuring Beyoncé Knowles of Destiny's Child)
9. "Slide"
  - Performed by Missy Elliott
10. "Play That Beat"
  - Performed by Missy Elliott
11. "Ain't That Funny"
  - Performed by Missy Elliott
12. "Hot"
  - Performed by Missy Elliott
13. "Can You Hear Me"
  - Performed by Missy Elliott(featuring TLC)
14. "Work It (Remix)" (Bonus Track)
  - Performed by Missy Elliott(featuring 50 Cent)
15. "Drop The Bomb" (Japanese Bonus Track)
  - Performed by Missy Elliott
16. "Gossip Folks (Fatboy Slim Remix)" (UK special edition bonus track)
  - Performed by Missy Elliott(featuring Ludacris)
17. "Gossip Folks (Mousse T's Pogo Remix)"(UK special edition bonus track)
  - Performed by Missy Elliott(featuring Ludacris)

## Charts
USA prodej – 2.1 milionů kopií, 2×Platinové ocenění (RIAA)
Světový prodej – 10 milionů kopií
| Chart (2002)                          | Nejvyšší pozice |
| ------------------------------------- | --------------- |
| Austrálie – Alba                      | 26              |
| Belgie – Alba                         | 50              |
| Dánsko – alba                         | 33              |
| Nizozemí – Alba                       | 71              |
| Francie – alba                        | 28              |
| Německo – Alba                        | 19              |
| Irsko – Alba                          | 53              |
| Nový Zéland – Alba                    | 32              |
| Norsko – Alba                         | 36              |
| Švédsko – Alba                        | 23              |
| Švýcarsko – Alba                      | 26              |
| Anglie – Alba                         | 23              |
| U.S. Billboard 200 Albums Chart       | 3               |
| U.S. Billboard Top R&B/Hip-Hop Albums | 2               |